# Megan Frazee
Megan Elizabeth Frazee, coniugata Leuzinger (Laredo, 29 marzo 1987), è un'ex cestista e allenatrice di pallacanestro statunitense, professionista nella WNBA.

## Carriera
È stata selezionata dalle San Antonio Silver Stars al secondo giro del Draft WNBA 2009 (14ª scelta assoluta).